# Nordre Røse
Nordre Røse är en dansk fyr i norra delen av farleden Drogden mellan Amager och Saltholm i Öresund 9 kilometer sydost om Köpenhamn.
Den är byggd i granit på ett fyra meter högt fundament och är Danmarks första bottenfasta fyr. Den ursprungliga kostruktionen skadades av is vintern 1892-1893 och pålningen och fundamentet fick förstärkas. Fyren var bemannad till på 1960-talet men fjärrstyrs nu från Drogden fyr. 
Den första fyren på platsen var en växelfyr med rött och vitt sken. År 1906 byggdes den om till en ledfyr och fick en ny lanternin med gaseldad brännare. Acetylengasen tillverkades i det egna gasverket. Fyren fick elektriskt ljus 1926. Idag är lysvidden 17 nautiska mil för det vita  och 13 nautiska mil för det röda och gröna ljuset.